# Earias divisa
Earias divisa är en fjärilsart som beskrevs av Warnecke 1940. Earias divisa ingår i släktet Earias och familjen trågspinnare. Inga underarter finns listade i Catalogue of Life.